# Dubaszy
Dubaszy (ros. Дубаши) – wieś (ros. деревня, trb. dieriewnia) w zachodniej Rosji, w osiedlu wiejskim Titowszczinskoje rejonu diemidowskiego w obwodzie smoleńskim.

## Geografia
Miejscowość położona jest nad Czeriebiesną (dopływ Kaspli), przy drodze regionalnej 66N-0522 (66K-11 – Syricy – Dubaszy), 2,5 km od drogi regionalnej 66K-11 (R120 / Olsza – Diemidow – Wieliż – granica z obwodem pskowskim), 5,5 km od centrum administracyjnego osiedla wiejskiego (Titowszczina), 6,5 km od centrum administracyjnego rejonu (Diemidow), 68 km od stolicy obwodu (Smoleńsk), 29 km od granicy z Białorusią.
W granicach miejscowości znajduje się ulica Zariecznaja (12 posesji).

## Demografia
W 2010 r. miejscowość zamieszkiwało 7 osób.

## Historia
W czasie II wojny światowej od lipca 1941 roku wieś była okupowana przez hitlerowców. Wyzwolenie nastąpiło we wrześniu 1943 roku.